# Михайловка (Красноярский район)
Михайловка — село в Красноярском районе Самарской области в составе сельского поселения Новый Буян. 

## География
Находится на расстоянии примерно 36 километров по прямой на северо-запад от районного центра села Красный Яр.

## Население
Постоянное население составляло 168 человек (русские 61%, татары 34%) в 2002 году, 125 в 2010 году.